# Horst Sieber
Horst Sieber (* 17. Dezember 1938 in Mannheim; † 13. Mai 2025 in Sinsheim) war ein deutscher Politiker (CDU) und von 1980 bis 2004 Oberbürgermeister von Sinsheim.

## Leben
Der promovierte Jurist Sieber war ab 1969 Regierungsrat im Landratsamt Sinsheim und von 1973 bis 2014 Mitglied im Kreistag des Rhein-Neckar-Kreises.
Bei der Wahl zum Oberbürgermeister am 20. April 1980 gewann Sieber mit 65 Prozent der Stimmen. Für eine zweite Amtszeit gewählt wurde er am 7. Februar 1988 mit 50,1 Prozent der Stimmen. Am 4. Februar 1996 entschied Sieber mit 91,7 Prozent der abgegebenen Stimmen erneut eine Oberbürgermeisterwahl für sich.
Zum Ende seiner dritten Amtszeit 2004 trat er nicht erneut an.

## Auszeichnungen und Ehrungen
- Ehrenbürgerrecht der Stadt Barcs (1994)
- Karl-Wilhelmi-Ehrenmünze (1998)
- Ehrenbürgerschaft der Stadt Sinsheim (2004)
- Verdienstmedaille des Städtetag Baden-Württemberg (2006)[3]
- Ehrennadel der Metropolregion Rhein-Neckar (2013)
- Benennung der restaurierten Stadthalle in Sinsheim in „Dr.-Sieber-Halle“ (2018)[4]